# Simon Whitfield
Simon Whitfield (n. 16 mai 1975, Kingston⁠(d), Ontario, Canada) este un triatlonist ce a reprezentat Canada, medaliat olimpic. A participat la 4 ediții ale Jocurilor Olimpice (2000, 2004, 2008, 2012) în care a câștigat o medalie de aur și o medalie de argint.